# ريان كريستنسون
ريان كريستنسون (بالإنجليزية: Ryan Christenson)‏ هو لاعب كرة قاعدة أمريكي، ولد في 28 مارس 1974 في ريدلاندس في الولايات المتحدة.

## وصلات خارجية
- ريان كريستنسون على موقع دوري كرة القاعدة الرئيسي (الإنجليزية)
- ريان كريستنسون على موقعبيزبول رفرنس.كوم (الدوري الرئيسي) (الإنجليزية)
- ريان كريستنسون على موقعبيزبول رفرنس.كوم (الدوري الثانوي) (الإنجليزية)
- ريان كريستنسون على موقع إي إس بي إن.كوم (أم.أل.بي) (الإنجليزية)
- ريان كريستنسون على موقع مشجعي الرسوم البيانية (الإنجليزية)